# Слеза комсомолки

Памятник Веничке на площади Борьбы в Москве. На постаменте представлена цитата из романа: «Нельзя доверять мнению человека, который ещё не успел похмелиться!» Скульпторы Валерий Кузнецов, Сергей Манцерев

«Слеза́ комсомо́лки» — вымышленный алкогольный коктейль, описание которого приводится в постмодернистском квазибиографическом романе (поэме) русского писателя Венедикта Ерофеева «Москва — Петушки». Состав напитка токсичен и не предназначен для употребления в реальности. Действие ведётся от лица Вени (Венички) Ерофеева, которому и принадлежит авторство алкогольных смесей. Рецепты, способы употребления, отзывы причудливых суррогатных напитков («Ханаанский бальзам», «Сучий потрох», «Поцелуй тёти Клавы», «Слеза комсомолки», «Первый поцелуй», «Поцелуй, насильно данный») содержатся в главах «Электроугли — 43-й километр» и «43-й километр — Храпуново». Их описания отмечены литературной игрой, многочисленными интертекстуальными отсылками к Библии, средневековой культуре, литературным произведениям (прежде всего русской поэзии), советским бытовым деталям, ироническим соседством возвышенного и низменного. Такие особенности поэтики представляют интерес для филологов, рассматривающих рецепты в литературном плане. Вопросы исследования этих напитков затрагиваются в текстах комментированных изданий культовой поэмы, а также в отдельных научных статьях. Специалисты приводят различные интерпретации рецептов и способов употребления напитков, в том числе и самого известного из них — «Слеза комсомолки». Если следовать рецепту (лосьоны для лица с витамином С «Лаванда» и «Лесная вода», одеколон «Вербена», «Лак для ногтей», «Зубной эликсир») должен получиться напиток весом 362 грамма, содержащий в своём составе около 20 % спирта. По указанию главного героя поэмы смешивать коктейль необходимо двадцать минут и непременно используя ветку жимолости, которую, ни в коем случае нельзя заменить на повилику, как это делают некоторые.  
Текст поэмы ритмизован, приближен к поэзии. Литературный, лирический характер рецептов подчёркивается тем, что они приведены в столбик, как строфы стихотворений. В отношении «Слезы» это становится ещё более явно посредством авторского указания на то, что приготавливать её следует за столом, как отмечают в литературоведении, словно писатель работает над своим произведением. Название коктейля парадоксально и иронично, так как в культивируемый после Октябрьской революции образ комсомольца, а тем более члена партии, не входило проявление сентиментальности, слабости (за исключением некоторых допустимых ситуаций), в частности, плача.

## Описание в поэме

Вторая часть скульптурной композиции на площади Борьбы в Москве. На постаменте цитата из романа: «В Петушках,… жасмин не отцветает и птичье пение не молкнет»

Лирический герой постмодернистской контркультурной поэмы «Москва — Петушки» — интеллектуальный алкоголик Веня (Веничка) Ерофеев, едущий на электричке по 124-километровому железнодорожному маршруту из Москвы в Петушки к любовнице и ребёнку. Конечная цель поездки описывается рассказчиком как некое утопическое место. В поезде он пускается в пространные монологи, прежде всего об алкоголе (на манер «трактатов» из высокоценимого автором романа Франсуа Рабле «Гаргантюа и Пантагрюэль») и правилах его употребления, истории, философии, культуре и политике, беседует с попутчиками и непрерывно пьёт с ними всё, что содержит спирт. В главе «Электроугли — 43-й километр» Веничка пускается в размышления о коктейлях, которых, по его словам, он создал немало. Они приобрели популярность, но люди не знают их автора. Сначала он описывает коктейли «Ханаанский бальзам» и «Дух Женевы», но предлагает читателю сесть за стол и смешать «Слезу комсомолки». Этот напиток по его характеристике «пахуч» и «странен». Последнее свойство Веничка объясняет так: «Пьющий просто водку сохраняет и здравый ум, и твёрдую память или, наоборот — теряет разом и то, и другое. А в случае со „Слезой комсомолки“ просто смешно: выпьешь её сто грамм, этой слезы, — память твёрдая, а здравого ума как не бывало. Выпьешь ещё сто грамм — и сам себе удивляешься: откуда взялось столько здравого ума? и куда девалась вся твёрдая память?» Далее рассказчик отзывается о коктейле «Слеза комсомолки» в том духе, что даже сам рецепт его «благовонен», а от полученного напитка — «его пахучести» — можно ненадолго даже «лишиться чувств и сознания», что с ним также происходило.
Если верить Веничке, в состав смеси входят следующие ингредиенты:
Лаванда — 15 г.

Вербена — 15 г.

Одеколон «Лесная вода» — 30 г.

Лак для ногтей — 2 г.

Зубной эликсир — 150 г.

Лимонад — 150 г.
Смешивать компоненты надо особым образом — это следует делать двадцать минут с использованием ветки жимолости, которую, по мнению некоторых, можно заменить на повилику. Однако Веничка настаивал, что это «неверно и преступно»: «Режьте меня вдоль и поперёк — но вы меня не заставите помешивать повиликой „Слезу комсомолки“, я буду помешивать её жимолостью. Я просто разрываюсь на части от смеха, когда при мне помешивают „Слезу“ не жимолостью, а повиликой…».

## Художественные особенности

### Общая характеристика

Первая советская официальная публикация (сокращённая — «кастрированная» — по словам автора) романа Венедикта Ерофеева «Москва — Петушки». Журнал «Трезвость и культура», № 12 (начало), 1988. Художник Гариф Басыров

Вымышленные коктейли содержатся в тексте одной из самых известных глав произведения — «Электроугли — 43-й километр». Литературоведы считают, что коктейли Венички Ерофеева «фантастичны», «нарочито ядовиты», вымышлены автором, их описание и характеристики отмечены литературной игрой, многочисленными пародийными отсылками: к Библии, культуре Средних веков, литературным произведениям (прежде всего русской поэзии), советским бытовым деталям и штампам. Доктор филологических наук Леонид Фуксон обращал внимание на то, что образы алкогольных возлияний и пьянства объединяют структуру книги, а в центре выпивки находятся коктейли Венички, которые, по словам рассказчика, «можно было бы без стыда пить в присутствии бога и людей». В этой цитате содержится один из характернейших приёмов произведения: профанация, что достигается близостью низменного и возвышенного. В этом заключаются иронические механизмы поэмы, являющиеся по своей сути коктейлями, смесями. В частности, по мнению Фуксона, это касается «библейской патетики, а также социалистической, с вещественно-бытовым рядом, как мы это видим в рецептах коктейлей, в которых смешивается то, что предназначено для питья (пиво, лимонад), с тем, что не предназначено для питья, и даже ядовитым, опасным». Некоторые исследователи указывали на то, что коктейли связаны с темой смерти. Эту точку зрения поддерживал Фуксон, отметивший, что в книге соседствует смерть и её юмористическая победа, например, напитками становятся токсичные вещества (денатурат, средство от потливости ног и т. д.): «Победа смерти (буквальное поглощение её жизнью) сопровождается бытовым развенчанием её трагически возвышенной серьёзности».       
Возможно, что на главу повлиял эпизод из романа Ильи Ильфа и Евгения Петрова «Золотой телёнок» (1931), где Остап Бендер делится с американским туристами секретами самогоноворения, в том числе даже из табуретки. Создание суррогатов можно объяснить незавидным финансовым положением главного героя, к тому же потребляющего большое количество спиртного, на что он тратит много денег. Однако такое бытовое объяснение не может в полной мере охватить смысл включения рецептов в поэму, так как в них прослеживается и метафизическое, божественное начало, они позволяют найти взаимодействие между земным и небесным мирами. Для Венички создание коктейлей является высоким искусством. В этой связи филолог Татьяна Красильникова в статье «Коктейли в поэме Венедикта Ерофеева „Москва — Петушки“: к интерпретации рецептов» отметила: «Совокупность графических, фонетических и метрических признаков, а также рефлексии над процессом создания коктейлей указывают на лирическую природу рецептов, каждый из которых, будучи густо „настоянным“ на русской поэзии, прочитывается в рамках „смеси“ литературных традиций». Также, по её мысли, на лирический характер напитков указывает то, что их замысел складывался во время работы над поэмой (1969—1970), когда Ерофеев занимался составлением из произведений русской литературы антологии «Стихи на каждый день». Сам текст «поэмы» ритмизован, насыщен стихотворными приёмами, приближен к поэзии. На поэтический характер рецептов из главы «Электроугли — 43-й километр» указывает то, что они записаны не в строчку, а в столбик — как стихи. В отношении «Слезы комсомолки» литературный характер рецепта подчёркивается ещё и тем, что лирический герой советует при его приготовлении сесть за стол, словно заняться писательским трудом. Коктейли, придуманные главным героем книги, в действительности не могли распиваться по причине не только их «литературности» («высокой поэзии»), но и токсичности, а также, как в случае со «Слезой», высокой стоимости лака для ногтей.  

### Интертекстуальность и интерпретации
Литературовед и писатель Алексей Плуцер-Сарно предположил, что в книге и её названии содержатся некоторые аллюзии к роману «Сентиментальное путешествие по Франции и Италии» (1768) классика литературного сентиментализма Лоренса Стерна, которого Ерофеев считал своим «учителем». Подытоживая анализ двух произведений по отношению к чувствам героев, комментатор заметил, что «Слеза комсомолки» представляет собой «вполне стерновский коктейль, способный вышибить слезу даже из суровой комсомолки». Писатель и литературовед Владимир Новиков, критически настроенный к поэме, вслед за ерофееведами согласился о влиянии на неё романа Франсуа Рабле «Гаргантюа и Пантагрюэль» в области смехового пласта текста. Кроме того он отметил «архаическую» основу цитатности, отсылок. В частности, это относится к коктейлям Венички, которые явно пародируют древнерусские лечебники, а также юмористические рецепты итальянских и французских поэтов эпохи Ренессанса: в них сочетались реальные ингредиенты с заведомо несуразными.  
Название напитка парадоксально и иронично, имеет характер оксюморона, так как комсомольцы (как и их старшие товарищи — большевики) не склонны к сентиментальности и не должны были плакать. Литературовед Эдуард Власов для иллюстрации парадокса о плачущей комсомолке привёл содержание стихотворения Владимира Маяковского «Владимир Ильич Ленин» (1924), где плачущий большевик являет собой невероятное зрелище («не увидишь и в века!»), на которое, если бы это произошло, даже собирались зеваки в музее. Доктор филологических наук Александр Кобринский в статье «„Слеза комсомолки“: семиотический коктейль Венедикта Ерофеева» не разделял точку зрения, что плачущий коммунист в советскую эпоху представлял собой нечто невероятное, так как с точки зрения революционной морали такое могло иметь место в виде исключения. В обоснование своего наблюдения он привёл целый ряд литературных примеров, прежде всего остановившись на неоднократно анализировавшемся в связи со «Слезой» стихотворении Маяковского, посвящённого смерти Ленина. Кобринский предложил расширить аллюзию, на которой основано название коктейля, обратившись к дальнейшему сюжету о большевике, опущенному в комментарии Власова. Герой стихотворения вспоминал, какие ужасные испытания пришлось пройти революционерам, когда под пытками их пытались вынудить «заплакать и сдаться», что в некоторой степени можно сравнить с обрядом инициации. Подобный мотив несколько раньше чем у Маяковского встречается у Александра Безыменского в поэме «Комсомолия» (1923). В этом произведении у героя, который ранее прошёл через пытки белых, проступает «огромная» слеза, когда он вспоминает о пройденном во время освоения грамоте и пишет свои первые слова. Кабринский подытожил свои наблюдения в этом вопросе следующим образом: «Коммунисту, тем более мужчине, нельзя плакать от пыток перед врагом, но вполне можно демонстрировать слёзы, делающие его частью общего горя (умер Ленин) или общей радости (герой Гражданской войны впервые пишет буквы, реализуя задачи партии по достижению всеобщей грамотности). В обоих случаях недопустимые слёзы от физической боли противопоставляются допустимым слезам от удач или неудач дела коммунистической партии».  
Кроме того, с точки зрения общественных взглядов отношение к плачу женщин и даже революционерок было более терпимым, особенно это стало проявляться в конце 1920-х—начале 1930-х годов, когда моральные строгости после прихода большевиков к власти стали уменьшаться. В обоснование этого наблюдения филолог привёл несколько показательных примеров из советской литературы: «Поднятая целина» (1930—1959) Михаила Шолохова, «Как закалялась сталь» (1930—1934) Николая Островского, «Сёстры» (1928—1931) Викентия Вересаева. Особенно показательна в области «реабилитации» слёз женщин-партийцев ситуация в романе Вересаева, что, по оценке Кобринского, позволяет включить её в качестве возможного претекста коктейля Ерофеева. По сюжету книги, комсомолка Лелька, после болезненного разрыва отношений, берёт со своей сестры Нинки обещание «никогда не проливать надо мною слёз жалости и никогда не хныкать надо мною». Она уходит из института и идёт работать на завод по производству галош, где занимается комсомольской деятельностью. В технологию изготовления входит использование резинового клея, в составе которого находится бензин. В завершающей части крупного партийного собрания с участием Лельки, где её принимают в партию, происходит исполнение гимна трудящихся «Интернационал». Во время пения девушке захотелось заплакать, чего она безуспешно попыталась избежать: «Лелька нахмурилась, перестала петь и испуганно прикусила губу. Позор! ой, позор! Комсомолка, теперь даже член партии уже, — и вдруг сейчас разревётся! Быстро ушла за кулисы, в самом тёмном углу прижалась лбом к холодной кирпичной стене, покрытой паутиной, и сладко зарыдала». После чего произнесла: «—Ч-чёрт! Всё бензин!» Кобринский предположил, что этот эпизод из романа Вересаева можно соотнести с коктейлем Ерофеева по двум линиям: плач Лельки от счастья и от воздействия бензина. Таким образом слёзы появляются в результате  химической, в том числе галлюциногенной реакции. К подобному влиянию можно также отнести и известные в литературе «пьяные слёзы», возникающие после употребления алкоголя. 
В названии и его семантике присутствует определённая доля романтико-революционной (квазиромантической) поэтики, однако Красильникова указывала на то, что всё же существует «большая разница между большевиком, который не плачет, и хрупкой комсомолкой, которая плачет». Она также предположила, что в названии может содержаться перекличка с заглавием поэмы Эдуарда Багрицкого «Смерть пионерки» (1932): в таком случае данная параллель свидетельствует о «сакральном» характере рецепта. Филолог-славист, автор первого крупного академического исследования романа Светлана Шнитман-МакМиллин усмотрела в коктейле общественно-политические реалии СССР: в нём невозможно совместить «память» и «здравый ум». По практическим соображениям (учёба, работа карьерный рост — «здравый ум») люди вынуждены были вступать в ВЛКСМ, а их воспоминания о прошлом («память») вызывали личностный конфликт, что могло привести «незрелую душу» к слезам.     
Писатель, москвовед Владимир Муравьёв находил, что у «раблезианских» коктейлей Ерофеева были исторические «предшественники». Так, он относил к ним известный в Москве в 1840-е годы напиток «лампопо», популярный у пресыщенной алкоголем русской столичной публики. Он состоял из смеси пива, коньяка, сахара, лимона, в которую погружался зажаренный горячий сухарь из ржаного хлеба. Также Муравьёв отмечал схожесть названия коктейля и обиходного именования водки московского завода на Кремлёвской набережной — «Слеза вдовы Поповой» (также «вдовья слеза»). Последнее происходит от фамилии владелицы вдовы винозаводчика И. С. Поповой.
Коктейль «Поцелуй без любви» (по-простому «Инесса Арманд» — как указывал автор) комментаторы соотносят со «Слезой комсомолки». В этом случае отсылка к Инессе Арманд — известной деятельнице российского революционного движения и феминистке — не случайна. Дело в том, что она считается не только близким соратником Владимира Ленина, но и его предполагаемой любовницей. В одном из писем к ней вождь большевиков рассуждал о кратковременной страсти любовников и отношениями в браке, но без чувств супругов к друг другу. В ответ на позицию Арманд он, в частности, писал: «А вы противопоставляете „мимолётную“ (почему мимолётную?) „страсть“ (почему не любовь?) — выходит, по логике, будто поцелуи без любви (мимолётные) противопоставляются поцелуям без любви супружеским… Странно». На последнее слово, в качестве предполагаемой связи с коктейлем «Слеза комсомолки», обратил внимание литературовед Эдуард Власов, комментатор «поэмы». По его оценке, если условно сопоставить Инессу Арманд с комсомолкой, то этим можно объяснить, почему напиток «пахуч и странен», как в цитате Ленина. Отчасти с Лениным связан «политический» коктейль «Дух Женевы», название которого восходит к швейцарскому городу и одноимённому политическому штампу, где «вождь мирового пролетариата» неоднократно бывал. Однако рецепт «Слезы» гораздо сложнее (шесть ингредиентов) и изысканнее (смешивание при помощи ветки жимолости). Ещё одним источником влияния на название, возможно, является «Песенка о комсомольской богине» (1958) Булата Окуджавы, в которой мотив «служения и мольбы» схож с контекстом коктейля «Дух Женевы», в свою очередь отсылающего к стихотворению Александра Пушкина «Жил на свете рыцарь бедный…» (1829; первая публикация 1837). Кроме того, предполагается, что в «Слезе комсомолки» прослеживается указание на смерть Ленина в 1924 году и, соответственно, содержится указание на лиц, которые его оплакивали, что по своему менталитету делали очень редко.
В главе «43-й километр — Храпуново» автор прерывает разговор с попутчиками об алкоголе, заявляя «Но довольно слёз. Я если захочу понять, то всё вмещу. У меня не голова, а дом терпимости. Если вы хотите — я могу угостить ещё». Комментаторы (Александр Леонтович, Эдуард Власов) предполагают в этом замечании аллюзию к сцене из оперы Петра Чайковского «Иоланта» (1892), где бургундский рыцарь Водемон восклицает «Дитя! О, нет, не надо слёз», узнав о слепоте Иоланты, дочери прованского короля Рене, которая сама об этом физическом недостатке не подозревала.
По оценке Кобринского, коктейль представляет собой своеобразный семиотический «котёл» текстов (в терминологии Юрия Лотмана), где совмещены «различные интерпретационные векторы». Несмотря на очевидную интертекстуальность коктейлей, они несут также важную функциональную составляющую. В данном случае автор не ограничивается простым цитированием, представляя собой один из немногих таких примеров в тексте. Указывая на такую особенностей напитков, в частности «Слезы комсомолки», Кобринский привёл мнение филолога Вячеслава Курицына, который по поводу именно этого коктейля писал, что находил в нём «искренность большую, чем во всём „Дон Кихоте“, а стоят слеза и вздох, оказывается столькой крови, что её хватило на такую поэму». Литературовед Всеволод Багно увидел в описании коктейлей одну из многочисленных отсылок к роману Сервантеса, так как их рецепты созданы по тем же принципам, что и чудодейственный бальзам Фьерабраса. В целом у главных героев обоих романов много общего: «Преодолевать разрыв своих идеалов с действительностью герою повести Ерофеева помогает не только алкоголь, но и вымыслы, на которые его фантазия не менее щедра, чем фантазия Рыцаря Печального Образа». Кобринский пришёл к выводу, что в коктейле совмещены также мотивы любви, что отсылает к мировой литературе: «возлюбленный либо пьёт слёзы счастья своей возлюбленной, в результате чего счастье оказывается разделённым на двоих, либо — утешает её таким же образом». В такой интерпретации в напитке совмещены два плана — это редкое проявление человеческого чувства у комсомолки и любовные отношения возлюбленных. Такие действия оцениваются положительно и являются шагом к небесному, божественному миру. Кобринский также предположил, что «Слеза комсомолки» близко связана с «Ханаанским бальзамом», в частности, посредством «Баллады о преступной мягкости» (1968) Евгения Евтушенко, написанной незадолго до начала создания поэмы Ерофеева. Её центральным персонажем является поэт Михаил Светлов, а сама баллада ритмически отсылает к его знаменитому в советскую эпоху стихотворению «Гренада» (1926). Оба коктейля, по оценке исследователя, образно совмещены в следующих стихах: «И круто и крупно, // светя вдалеке, // скатилась „преступно“ // слеза по щеке. // И, мягкостью ранящ, // слезу свою стёр // Семён Ханааныч — мудрец и актёр».

### Компоненты
Ерофеев неоднократно настаивал на точном соблюдении рецептуры коктейлей. Подсчитано, что если следовать вымышленному рецепту «Слезы комсомолки», то в итоге должен получиться напиток весом 362 грамма, содержащий в своём составе около 20 % спирта. Относительно идентификации ингредиентов выдвигались следующие комментарии:
- «Лаванда» — лосьон для лица с витамином С, содержащий лавандовое масло и 35 % спирта. Согласно инструкции по применению «Очищает кожу, обладает антисептическими свойствами, придает коже здоровый свежий вид»;
- «Вербена» — дешёвый одеколон;
- «Лесная вода» — лосьон для лица с витамином С, содержащий спирт около 31-35 %. В СССР был одним из наиболее популярных в качестве суррогатного пойла лосьонов, среди которых также отмечают «Лосьон Огуречный для лица», «Лосьон Розовая вода для лица» (спирт в обоих — 31 %). В письме от 25 марта 1989 года венгерской переводчице романа Эржебет Вари (венг. Vári Erzsébet) Ерофеев писал, что это именно лосьон: «А то ведь может создаться впечатление, что речь идёт просто о лесной воде»[40];
- «Лак для ногтей» — токсичное для организма вещество, поэтому в литературе указывается, что случаи его употребления в качестве спиртного напитка не зафиксированы, а также на небольшую дозу, рекомендуемую Веничкой — всего 2 гр;
- «Зубной эликсир» — спиртосодержащий раствор для полоскания рта. Подобные лечебно-профилактические растворы для зубов («Мятный», «Экстра», «Роса») действительно употреблялись в качестве алкоголя и содержали от 20 до 30 % спирта.

Я молю, как жалости и милости,

Франция, твоей земли и жимолости,

Правды горлинок твоих и кривды карликовых

Виноградарей в их разгородках марлевых.

В лёгком декабре твой воздух стриженый

Индевеет — денежный, обиженный…

Но фиалка и в тюрьме: с ума сойти в безбрежности!

Свищет песенка — насмешница, небрежница, —

Где бурлила, королей смывая,

Улица июльская кривая…
Относительно авторской рекомендации использовать для смешения состава «Слезы» ветку жимолости, а не повилики, как это «ошибочно» делают некоторые, выдвигалось несколько предположений. Некоторые авторы (филолог Светлана Гайсер-Шнитман , семиотик Юрий Левин) усмотрели связь этих символов с творчеством Осипа Мандельштама и прежде всего со стихотворением «Я молю, как жалости и милости» (сборник «Воронежские тетради»; 1937), а также с творчеством Бориса Пастернака. Эдуард Власов в своём комментарии книги также отмечал, что в данном случае интертекстуальность основывается на творчестве указанных поэтов, а Красильникова предположила, что основным объектом литературной игры стали стихи Марины Цветаевой и указанное выше стихотворение Мандельштама. По мнению Власова, здесь также имеет место очередная игра слов «в духе неразличения их значений», а также то, что жимолость оказывается предпочтительнее в связи с тем, что она значительно меньше фигурирует в русской поэзии, чем повилика. Также он предположил, что в данном случае Веничка отдаёт преимущество позднему Мандельштаму перед Пастернаком. При этом комментатор, приводя поэтические примеры из русской литературы, отмечал, что и у Пастернака есть строчки с жимолостью: «По клетке и влюбчивый клест / Зерном так задорно не брызжет, / Как жимолость — россыпью звёзд» («Счастье», 1915).
Алексей Плуцер-Сарно, рассуждая об антитезе жимолость-повилика, привёл ситуацию из юмористической повести Дж. К. Джерома «Трое в лодке, не считая собаки» (1889), где друзья-путешественники хотели остановиться непременно в гостинице, увитой жимолостью, а не повиликой. Однако, как отмечала Красильникова, знал ли про этот эпизод Ерофеев, ответить однозначно нельзя. Также, по наблюдению исследовательницы, выбор жимолости скорее обусловлен её положительной традиционной символикой в культуре, где она часто связана с темой любви, рая. В противоположность этому, повилика обычно выступает в роли губительного растения, «питающегося соками жертвы, наиболее частым местом произрастания которого является кладбище». По её образному выражению, эти два растения в данном случае представляют собой противопоставление по отношению друг к другу, как эрос (жимолость) и танатос (повилика). «Второму Веничка, конечно, предпочитает первое», — заметила исследовательница. Компоненты напитка также имеют поэтическую символику. Так, цветок лаванды связывается с темой любви и Франции. Как «цветок любви» известна в культуре и вербена. Предполагается, что появление этого цветка в романе в первую очередь связано со сборником русского футуриста Игоря Северянина «Вервэна» (1920) и стихотворением из него «Ликёр из вервэны». По оценке Красильниковой, лосьон «Лесная вода» продолжает мифо-поэтическую тенденцию составляющих коктейля, а также в данном случае имеет место соединение символики леса и воды, что может указывать на образ нимфы. Лак для ногтей и зубной эликсир, вероятно, связаны с темой телесности, причём указывают на верхнюю часть человека, а лимонад может быть аллюзией к стихотворению Гавриила Державина «Фелица» (1782): «Нисходишь ты на лирный лад; // Поэзия тебе любезна, // Приятна, сладостна, полезна, // Как летом вкусный лимонад». В этих строках напиток сравнивается с поэзией, что продолжает основную линию метафоричности композиции «Слезы». Красильникова пришла к выводу, что составляющие напитка связаны с женской образностью, насыщены значительной телесностью, а название основывается на «женской чувственности». 
Красильникова также указывала на другой важный аспект: связь с алхимией и, в более широком контексте, вообще со средневековой тематикой. Это проявляется в том, что сложная по составу и по затрачиваемым усилиям «Слеза» напоминает изыскания средневековых мистиков, у которых одним из ведущих компонентов могла стать слеза девственницы, младенца. К этой области примыкает и слово «эликсир» из романа, которое также имеет значение волшебного вещества алхимиков (например, эликсир молодости). К этим параллелям представляется возможным отнести «травы» лаванду и вербену, которые могут входить в состав алхимического зелья. Кобринский пришёл к выводу, что если его предположения относительно коктейлей Ерофеева правильны, то в отношении «Слезы комсомолки» можно утверждать, что напиток состоит в сложном семиотическом механизме из двух основных частей: историко-литературного контекста и бытовой, материальной линии повествования. По оценке исследователя, в целом «Слезу» можно «интерпретировать как изготовление волшебного (магического) зелья, запускающего упомянутый семиотический механизм в действие».
«Изысканность» коктейля проявляется не только в аксессуаре для смешивания состава, но и в количестве компонентов (шесть), превышающем рецепты, приведённые в тексте перед описанием «Слезы комсомолки». Это ещё более усиливается характеристикой («пахуч и странен этот коктейль»), а также производимым эффектом («выпьешь её сто грамм, этой „слезы“ — память твёрдая, а здравого ума как не бывало» и. т. д.). Подводя итог анализа текста ерофеевского коктейля, Красильникова писала, что он «представляет собой смесь из поэтически окрашенных ингредиентов, имеющих мистико-символическую подоплёку, и элементов, связанных с женской телесностью, объединённых при этом под пародийным названием „Слеза комсомолки“». По её характеристике, речь идёт об эстетской поэзии о любви, которая обладает «сильным воздействием на читателя и призванная растрогать комсомолку, добившись от неё хоть и скупого, но проявления чувств». В противоположность этому напитку в коктейле «Сучий потрох» ярко выражено мужское начало, что проявляется в ругательном названии, направленном в адрес мужчины, большей крепости и элементах его состава (пиво «Жигулёвское», шампунь «Садко — богатый гость», резоль для очистки волос от перхоти, средство от потливости ног, дезинсекталь от насекомых).